# Catch – Úgyis utolérlek!
A Catch - Úgyis utolérlek! egy sportevent műsor, amelyet egy sportcsarnokban rendezték.
A műsor 2019. december 1-jén indult el a TV2-n. A műsor vasárnap esténként futott. A műsorvezető Ördög Nóra, a műsorvezető-riporter Petur András, mig a kommentátor Gundel-Takács Gábor volt.

## Története
2019. augusztus 13-án a TV2 Csoport bejelentette, hogy egy újabb, sporteventtel foglalkozó műsort indít a csatorna. A műsor kezdési időpontját, illetve a műsorvezető-riporter és a kommentátor leleplezését 2019. november 12-én jelentették be.

## A műsor menete
A műsorban sportolók, atlétikus hírességek és civil játékosok próbálják majd elkapni egymást, különféle extrém pályákon. A Catch! hatalmas arénájában négyfős csapatok küzdenek meg egymással, hogy hazavigyék a 10 millió forintos fődíjat.